# 849
Évszázadok: 8. század – 9. század – 10. század
Évtizedek: 790-es évek – 800-as évek – 810-es évek – 820-as évek – 830-as évek – 840-es évek – 850-es évek – 860-as évek – 870-es évek – 880-as évek – 890-es évek
Évek: 844 – 845 – 846 – 847 –  848 – 849 – 850 – 851 – 852 – 853 – 854

## Események

### Európa
- Lothár frank császár Péronne-ban kiegyezik féltestvérével, Kopasz Károllyal és felhagy II. Pippin aquitániai trónigényének támogatásával. Pippin öccse, Károly erre sereget gyűjt és Aquitániába indul, hogy felkelést szítson, de Vivian maine-i gróf elfogja és átadja Kopasz Károlynak, aki kolostorba záratja rokonát.
- Kopasz Károly hadjáratot vezet Aquitániába és ostrom alá veszi Toulouse-t, amelynek ura, Septimaniai Vilmos herceg elragadta tőle Barcelonát. A város kormányzója, Fredelo gróf kapitulál és hűséget fogad a királynak, aki meghagyja őt Toulouse birtokában.
- Orbais-i Gottschalkot a quierzyi zsinaton is eretneknek nyilvánítják, megfosztják papi státuszától megkorbácsolják és kolostorba zárják.
- Német Lajos követségbe küldi Kopasz Károlyhoz annak egykori nevelőjét, Walahfrid Strabo reichanui apátot, aki azonban belefullad a megáradt Loire-ba.
- A vikingek kifosztják Périgueux-t.
- Az arabok nagy flottát gyűjtenek Szardínián, amellyel Rómát akarják elfoglalni. IV. Leó pápa szövetkezik a dél-itáliai kikötővárosokkal (Nápollyal, Amalfival és Gaetával). Közös hajóhaduk az ostiai csatában legyőzi a muszlim flottát (ebben nagy segítségükre van egy kitörő vihar is), amely szinte teljesen megsemmisül.

### Ázsia
- II. Bagrat Bagratuni örmény fejedelem fellázad az arab uralom ellen.
- Burmában Pjinbja király megalapítja és megerődíti Bagan (Pagan) városát, amely később egy birodalom központjává válik.

## Születések
- Nagy Alfréd, wessexi király
- Iszmail Számáni, számánida emír
- Eric Anundsson, svéd király

## Halálozások
- Ali ibn Muhammad, idríszida emír
- Theophülaktosz, I. Mikhaél bizánci császár fia
- Walahfrid von der Reichenau, frank teológus

## Fordítás
- Ez a szócikk részben vagy egészben  a(z)   849 című angol Wikipédia-szócikk ezen változatának fordításán alapul.  Az eredeti cikk szerkesztőit annak laptörténete sorolja fel. Ez a jelzés csupán a megfogalmazás eredetét és a szerzői jogokat jelzi, nem szolgál a cikkben szereplő információk forrásmegjelöléseként.